# Jeanne d'Arc (trò chơi điện tử)
Jeanne d'Arc (ジャンヌ・ダルク Jannu Daruku) là một game nhập vai chiến thuật do hãng Level-5 phát triển và Sony Computer Entertainment phát hành cho PlayStation Portable (PSP). Trò chơi lần đầu tiên được phát hành tại Nhật Bản vào ngày 22 tháng 11 năm 2006 và đã được bản địa hóa để phát hành ở Bắc Mỹ vào ngày 21 tháng 8 năm 2007. Game chưa bao giờ được phát hành trong khu vực PAL. Jeanne d'Arc là tựa game nhập vai đầu tiên của Level-5, cũng như là sản phẩm đầu tiên của studio dành cho hệ máy PSP. Câu chuyện từ tên gọi của game sử dụng các yếu tố hư cấu khác nhau, và dựa một phần về cuộc đời hào hùng của nữ anh hùng Jeanne d'Arc và cuộc kháng chiến giải phóng nước Pháp thoát khỏi ách đô hộ của quân xâm lược Anh trong Chiến tranh Trăm Năm vào đầu thế kỷ 15.
Trò chơi có một số lượng thông tin chính xác về mặt lịch sử khi nói về việc phân vai của các nhân vật chính lẫn phụ, và có nhiều người sống cùng thời và là đồng minh của Jeanne d'Arc. Điều này trái ngược với nhiều yếu tố kỳ ảo trong game, ví dụ như các nhân vật sở hữu các loại băng tay pháp thuật mang lại cho người sử dụng khả năng đặc biệt và gợi ý rằng Vua Henry VI của Anh đã bị quỷ ám và sử dụng chúng để hỗ trợ quân đội của mình tiêu diệt nước Pháp trong Chiến tranh Trăm Năm.

## Cốt truyện
Trong quá khứ đã xảy ra một cuộc chiến tranh lớn giữa con người và quỷ dữ. Năm vị anh hùng đa tạo ra năm loại băng tay ma thuật và sử dụng sức mạnh kết hợp của họ để phong ấn loài quỷ này. Nhiều năm đã trôi qua, và giờ Pháp và Anh đang ở trong cuộc Chiến tranh Trăm Năm. Domrémy, một ngôi làng nhỏ thuộc vùng Lorraine của Pháp, đang ăn mừng một lễ hội thì đột nhiên bị binh lính Anh tấn công. Một cô thôn nữ tên là Jeanne, nhận được mặc khải từ Chúa để cứu giúp nước Pháp. Do vậy bắt đầu cuộc hành trình của Jeanne, và bạn bè của cô, Roger và Liane, trong cuộc chiến giải phóng quê hương khỏi sự bạo ngược của quân đội Anh bị lũ quỷ kiểm soát.

## Lối chơi
Jeanne d'Arc là một game nhập vai chiến thuật theo phong cách Nhật Bản, với cách đánh theo lượt - di chuyển từng ô. Tuy thế, game không lẫn lộn với những trò cùng loại nhờ tạo được phong cách riêng bằng cách thêm thắt một số yếu tố thú vị mang tính đột phá. Đầu tiên là việc lên cấp, Jeanne d'Arc hơi khác với game cùng loại một chút: những thông số của nhân vật sẽ được nâng lên, nhưng ngược lại, sẽ không có thêm các kỹ năng mới. Đẳng cấp chỉ là yếu tố cần để người chơi có thể trang bị được kỹ năng, còn yếu tố đủ là người chơi phải thu thập được các viên đá kỹ năng (skill stone) thông qua việc mua sắm hoặc nhặt được từ các đối thủ bị đánh bại. Các viên đá kỹ năng này sẽ giúp người chơi thiết lập cho nhân vật những thuộc tính khác nhau, cung cấp các chiêu thức hiệu quả hoặc tăng chỉ số của nhân vật lên đáng kể. Về sau, người chơi có thể nâng cấp các viên đá này thông qua việc kết hợp hai viên để cho ra viên mạnh hơn được thực hiện bởi một chú Ếch xinh xắn, một hình ảnh quen thuộc trong các game của hãng Level-5.
Các nhân vật trong game có thể trang bị bốn thuộc tính sau: Nhật (sol), Nguyệt (luna), Tinh (stella) hoặc Trung Tính. Các thuộc tính này sẽ tương khắc lẫn nhau theo trật tự: Nhật khắc Tinh, Tinh khắc Nguyệt và Nguyệt khắc Nhật. Do đó, khi gặp một đối thủ bị mình khắc thì người chơi sẽ chiếm được ưu thế lớn: đòn tấn công sẽ hiệu quả hơn rất nhiều trong khi đối phương phản đòn rất yếu ớt. Game có một điểm hay là người chơi có thể thay đổi thuộc tính của nhân vật bất cứ lúc nào trước trận đánh. Việc này sẽ giúp người chơi dễ dàng tiêu diệt đối phương nếu dùng đúng thuộc tính khắc chế.
Không giống đa số các game cùng loại khác khi số lượt đi (turn) luôn là vô tận trong một trận chiến, Jeanne d'Arc có số lượt đi được quy định trong giới hạn cho trước, nếu xài hết chúng mà vẫn chưa hoàn thành được nhiệm vụ thì có nghĩa là Game Over. Để trợ giúp người chơi, game cung cấp một sức mạnh vượt bậc nhằm giải quyết bài toán về lượt đi (nếu biết cách sử dụng hợp lý) với tên gọi Holy Armlet. Tính năng này cho phép một số nhân vật đặc biệt như: Jeanne, Gilles hay Richard có khả năng biến hình để có thể tấn công mạnh hơn, nếu kết liễu được đối phương trong một lượt đi thì nhân vật của người chơi sẽ được thưởng thêm một lượt đi nữa ngay lập tức.
Đoàn kết giữa các thành viên với nhau chính là nhân tố quan trong và điều này được game ứng dụng triệt để. Với cơ chế Unified Guard, tạm dịch là "phòng thủ số đông", người chơi có thể giảm mức độ sát thương của nhân vật bị tấn công tùy theo số lượng đồng đội đứng xung quanh nhân vật đó. Vì vậy khi chơi, điều người chơi cần làm là di chuyển toàn bộ đội hình một cách nhịp nhàng và giữ khoảng cách hợp lý giữa các nhân vật, để có thể phát huy hiệu quả cơ chế này. Ngược lại, hình  thức Burning Aura sẽ là phương án tốt nhất hi tấn công các đối thủ mạnh hoặc những con trùm. Một khi nhân vật thực hiện thành công một đòn tấn công, sau lưng đối thủ se hiện ra một òng tròn màu vàng và khi nhân vật tiếp theo di chuyển vào vòng tròn đó và tiếp tục tấn công, thì sức mạnh sẽ được tăng lên nhiều lần. Với khả năng này, người chơi nên lựa chọn hợp lý nhân vật nào tấn công trước để tạo ra các điểm Burning Aura và nhân vật nào sẽ lợi dụng các điểm đó để kết liễu đối phương.

## Phát triển
Jeanne d'Arc được phát triển bởi Level-5, một công ty đã phát triển một số tựa game nhập vai theo phong cách truyền thống với dòng Dark Cloud, Dragon Quest VIII: Journey of the Cursed King và Rogue Galaxy. Jeanne d'Arc là dự án đầu tiên của công ty về hệ máy cầm tay PSP. Nhóm đã chọn cách tạo thành một game RPG chiến thuật "[...] để người chơi mới bước chân vào thể loại vẫn sẽ có thể chơi được game, trong lúc các game thủ kỳ cựu của thể loại chiến lược sẽ tìm thấy trò chơi này cả tính hoài cổ và giải trí." Nhóm phát triển cũng muốn tạo ra một trò chơi thú vị dành cho tất cả game thủ mặc dù một vài người trong số họ không có kiến thức về những sự kiện lịch sử mà game dựa vào đó.
Mặt quan trọng nhất của bản nội địa hoá Bắc Mỹ của Jeanne d'Arc chính là phần lồng tiếng. Một số nam diễn viên và nữ diễn viên lồng tiếng người Pháp, cũng như các diễn viên người Mỹ nói bằng chất giọng tiếng Pháp, đã thử giọng về âm thanh của trò chơi. Cuối cùng, các diễn viên người Mỹ sử dụng giọng nói tiếng Pháp êm dịu đã được chọn cho các nhân vật chính trong khi những cá nhân có giọng nói tiếng Pháp chính thống được sử dụng cho một số nhân vật phụ trong game. Một huấn luyện viên tiếng Pháp đã sẵn sàng để đảm bảo cách phát âm và giọng điệu thích hợp. Nữ diễn viên lồng tiếng Kari Wahlgren đã được tiếp cận đặc biệt cho vai chính trong phiên bản tiếng Anh của trò chơi.

## Đón nhận
Jeanne d'Arc đã nhận được "những lời bình luận đầy thiện chí" theo trang web tổng hợp kết quả đánh giá Metacritic. IGN cho biết, "Lối chơi cực kỳ sâu sắc. Chiến lược chiến thuật được cân bằng và hành động nhanh với cơ chế game phong phú. Một điển tích được biến tấu đầy thú vị. Ba mệnh đề này chỉ đủ miêu tả đại khái về trò chơi." 1UP.com cho biết, "Trong tình hình có một rổ game nhập vai chiến thuật tồi mang giá cao ngất ngưởng đầy ắp kho game nhập vai kém chất lượng của PSP, thì tựa game siêu cấp làng nhàng được đánh bóng tên tuổi đây hẳn là game ăn liền não rỗng cho người hâm mộ dòng game này." Tại Nhật Bản, Famitsu đã chấm cho một điểm 10, hai điểm 8 và một điểm 7, tổng cộng là 33/40.
Jeanne d'Arc  đã bán được khoảng 45.387 bản trong tuần bán hàng đầu tiên tại Nhật Bản. Trò chơi được xếp hạng là game bán chạy nhất thứ 190 trong nước năm 2006 do Famitsu sản xuất với 68.013 bản được bày bán vào cuối năm. Jeanne d'Arc đã được tái phát hành như là một phần của đống tựa game xếp vào loại "The Best" của Sony ở Nhật Bản vào ngày 5 tháng 7 năm 2007. Trò chơi đã trở nên sẵn sàng dưới dạng một tựa game có thể tải về từ PlayStation Network ở cả Nhật Bản và Bắc Mỹ.
Jeanne d'Arc đã được IGN xếp hạng "Game của Tháng" vào tháng 8 năm 2007. Năm 2011,  trang web cũng liệt kê nó ở vị trí #21 trong số top 25 game PSP hay nhất của họ. GameTrailers còn đưa game vào đề cử "Best PSP Game" mặc dù không đưa ra một video đánh giá về nó. Họ thậm chí còn nói về nó, "Việc vượt qua đuọc điều này sẽ là một hành động thật sự của dị giáo."